# Sterphus coeruleus
Sterphus coeruleus är en tvåvingeart som först beskrevs av Camillo Rondani 1863.  Sterphus coeruleus ingår i släktet Sterphus och familjen blomflugor. Inga underarter finns listade i Catalogue of Life.